# Хими

Расположение Хими в префектуре Тояма

Хи́ми (яп. 氷見市 Хими-си) — город, расположенный в префектуре Тояма, Япония.
Площадь города составляет 230,49 км², население — 49 087 человек (1 июля 2014), плотность населения — 212,97 чел./км².
Город был основан 1 августа 1952.